# Żyła przedodźwiernikowa

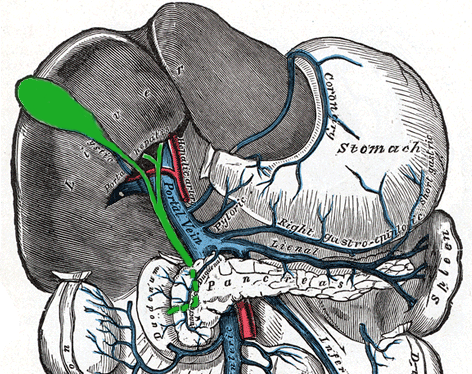
Żyła przedodźwiernikowa podpisana Pyloric

Żyła przedodźwiernikowa (łac. vena prepylorica (vena pylorica)), żyła Mayo – w anatomii człowieka naczynie żylne zbierające krew z powierzchni przedniej odźwiernika. Powstaje na powierzchni przedniej odźwiernika, krzyżuje ją i uchodzi do żyły wrotnej wątroby, poprzez żyłę żołądkową prawą. Może też uchodzić do żyły żołądkowo-sieciowej prawej. Nie ma w niej zastawek.
Żyła ta jest dobrze widoczna szczególnie u człowieka żywego i może służyć za punkt orientacyjny w zabiegach chirurgicznych żołądkowo-dwunastnicznych.
Nazwa eponimiczna upamiętnia amerykańskiego chirurga Wiliama Jamesa Mayo.